# Nenad Pralija
Nenad Pralija (Spalato, 11 dicembre 1970) è un dirigente sportivo ed ex calciatore croato, di ruolo centrocampista.

## Carriera

### Club
Ha debuttato come calciatore professionista nel RNK Split nella stagione 1989-1990, restandovi per tre stagioni. Nell'agosto del 1993 il centrocampista passò all'Hajduk, per poi trasferirsi nel 1996 nel club spagnolo dell'Espanyol e ritornare di nuovo nella squadra della sua città natale nella stagione 1998-1999. Nella stagione 1999-2000 ha militato in Serie A con la Reggina, e a fine campionato venne ceduto al Maccabi Haifa, dove giocò per tre stagioni. Dopo essere rientrato nuovamente in patria nel 2003, Pralija ha concluso la sua carriera giocando per l'Hajduk Spalato e l'HNK Trogir.

### Nazionale
Con la Nazionale di calcio croata Pralija ha collezionato, tra il 1995 e il 1997, 11 presenze e un gol. Ha debuttato l'11 giugno 1995 contro l'Ucraina ed ha segnato il suo unico gol contro la Repubblica Ceca.

## Dopo il ritiro
Dal 2007 è general manager del RNK Split, squadra croata di prima divisione.

## Statistiche

### Cronologia presenze e reti in nazionale
| Cronologia completa delle presenze e delle reti in nazionale ― Croazia | Cronologia completa delle presenze e delle reti in nazionale ― Croazia | Cronologia completa delle presenze e delle reti in nazionale ― Croazia | Cronologia completa delle presenze e delle reti in nazionale ― Croazia | Cronologia completa delle presenze e delle reti in nazionale ― Croazia | Cronologia completa delle presenze e delle reti in nazionale ― Croazia | Cronologia completa delle presenze e delle reti in nazionale ― Croazia | Cronologia completa delle presenze e delle reti in nazionale ― Croazia |
| Data                                                                   | Città                                                                  | In casa                                                                | Risultato                                                              | Ospiti                                                                 | Competizione                                                           | Reti                                                                   | Note                                                                   |
| ---------------------------------------------------------------------- | ---------------------------------------------------------------------- | ---------------------------------------------------------------------- | ---------------------------------------------------------------------- | ---------------------------------------------------------------------- | ---------------------------------------------------------------------- | ---------------------------------------------------------------------- | ---------------------------------------------------------------------- |
| 11-6-1995                                                              | Kiev                                                                   | Ucraina                                                                | 1 – 0                                                                  | Croazia                                                                | Qual. Euro 1996                                                        | -                                                                      | 49’                                                                    |
| 3-9-1995                                                               | Zagabria                                                               | Croazia                                                                | 7 – 1                                                                  | Estonia                                                                | Qual. Euro 1996                                                        | -                                                                      | 72’                                                                    |
| 15-11-1995                                                             | Lubiana                                                                | Slovenia                                                               | 1 – 2                                                                  | Croazia                                                                | Qual. Euro 1996                                                        | -                                                                      | 60’ 62’                                                                |
| 28-2-1996                                                              | Fiume                                                                  | Croazia                                                                | 2 – 1                                                                  | Polonia                                                                | Amichevole                                                             | -                                                                      | 59’                                                                    |
| 13-3-1996                                                              | Zagabria                                                               | Croazia                                                                | 3 – 0                                                                  | Corea del Sud                                                          | Amichevole                                                             | -                                                                      | 64’                                                                    |
| 26-3-1996                                                              | Varaždin                                                               | Croazia                                                                | 2 – 0                                                                  | Israele                                                                | Amichevole                                                             | -                                                                      | 63’                                                                    |
| 12-12-1996                                                             | Casablanca                                                             | Croazia                                                                | 1 – 1 (4 - 1 dtr)                                                      | Rep. Ceca                                                              | Trofeo di calcio Hassan II 1996 - Finale                               | 1                                                                      | 83’                                                                    |
| 29-3-1997                                                              | Spalato                                                                | Croazia                                                                | 1 – 1                                                                  | Danimarca                                                              | Qual. Mondiali 1998                                                    | -                                                                      | 84’                                                                    |
| 2-4-1997                                                               | Spalato                                                                | Croazia                                                                | 3 – 3                                                                  | Slovenia                                                               | Qual. Mondiali 1998                                                    | -                                                                      | 74’                                                                    |
| 8-6-1997                                                               | Tokyo                                                                  | Giappone                                                               | 4 – 3                                                                  | Croazia                                                                | Kirin Cup 1997                                                         | -                                                                      | 59’                                                                    |
| 12-6-1997                                                              | Sendai                                                                 | Turchia                                                                | 1 – 1                                                                  | Croazia                                                                | Kirin Cup 1997                                                         | -                                                                      | 67’                                                                    |
| Totale                                                                 |                                                                        | Presenze                                                               | 11                                                                     |                                                                        | Reti                                                                   | 1                                                                      |                                                                        |

## Palmarès
- Campionato croato: 4

Hajduk Spalato: 1993-1994, 1994-1995, 2003-2004, 2004-2005
- Coppa di Croazia: 1

Hajduk Spalato: 1994-1995
- Supercoppa di Croazia: 3

Hajduk Spalato: 1994, 2004, 2005
- Campionato israeliano: 1

Maccabi Haifa: 2001-2002
- Coppa Toto: 1

Maccabi Haifa: 2002-2003